# Typhlops domerguei
Typhlops domerguei este o specie de șerpi din genul Typhlops, familia Typhlopidae, descrisă de Roux-estève 1980. Conform Catalogue of Life specia Typhlops domerguei nu are subspecii cunoscute.